# Língua curda setentrional
O curmânji (em curdo: kurmancî) ou curdo setentrional é o dialeto curdo mais comumente falado na Turquia, Síria e em partes do Irã e do Curdistão Iraquiano, assim como em comunidades nos países que já fizeram parte da União Soviética, tais como a Armênia, a Geórgia, o Azerbaijão, o Turcomenistão e a própria Rússia, e pela comunidade curda do Líbano.
É a língua da religião nacional curda Yezidi. É o único dos dialetos curdos falado nas quatro regiões do Curdistão.
A língua está em situação ativa e possui cerca de 23,335 milhões de falantes, representando 65% dos falantes de curdo (35 milhões espalhados pelos países Irã, Iraque, Síria e Turquia e uma diáspora de 900 mil vivendo na Europa).
O curdo faz parte da família linguística indo-europeia, pertencendo ao grupo iraniano. O curdo é formado por uma estrutura polidialética, incluindo os dialetos curmânji, sorâni, gorâni e dimili. O dialeto curmânji, o mais falado, possui características um pouco mais distantes em relação aos outros em sua fonética e morfologia. No começo, o alfabeto árabe era utilizado para escrevê-lo com leves modificações, adaptando-se posteriormente aos alfabetos utilizados nos Estados que não o reconheciam. Atualmente, é utilizado o alfabeto latino na Turquia e Síria, o alfabeto árabe no Irã e Iraque e o alfabeto cirílico nos países que fizeram parte da União Soviética.
Os curdos em geral também chamam kurmanji aos curdos que falam esse dialeto especificamente. Esse termo diferencia-os de outros curdos que falam outros dialetos, bem como dos "Gorani" e os "Dimili" (também chamados "Zazas"), que são povos do noroeste do Irã, que se identificam como falantes de línguas ditas “Zaza-Gorani”.

## Etimologia
A principal teoria a respeito da etimologia do termo curmânji é que esse nome, conforme o intelectual curdo que introduziu o alfabeto latino na língua, o príncipe Jaladet Bedirkhan, vem de kurd+man+cî que significa “aquele curdos que ficaram em seus locais de origem (que não se moveram como os demais)”. Nas antigas publicações do século XXI, o termo kurmanji era transliterado com “d” (“kurdmanji”), mas a pronúncia padrão é curmânji em português ou inglês, kurmancî (/kurmanʤi/) em curdo. O nome "curdo setentrional" é utilizado pois o curmânji é o dialeto curdo falado principalmente no norte do Curdistão.
Há outra teoria etimológica pela qual a palavra kurmanji, conforme alguns estudiosos, significa povo curdo meda. Alguns estudiosos dizem também que a antiga forma de “kurmanji” era khormenj ou y hormenj, cujo significado era “lugar ou pátria dos khormens” em curdo. Os curdos historicamente viveram em territórios que, segundo os autores gregos clássicos, se chamavam Arménia; assim o termo grego k armen poderiam significar um local dos khormen.

### Teoria dos Magos

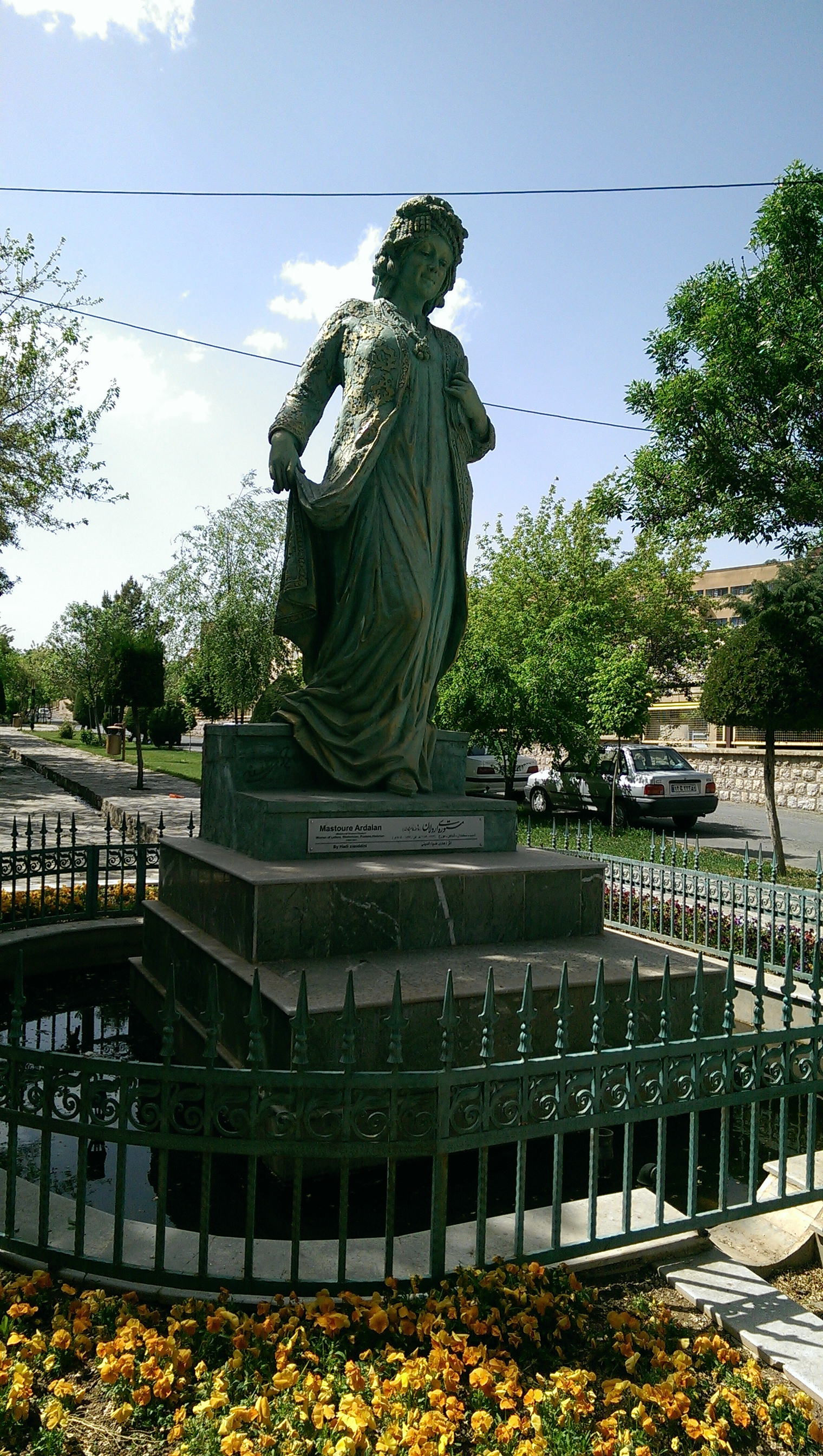
Estátua da poetisa curda Mastoureh Ardalan em Sine, Irão

Outros especialistas dizem que quaisquer das teorias acima são falsas. Esses dizem que o termo kurmanji vem de duas palavras curdas: kur (“menino” ou “criança”) e mago. Magos se refere a uma das antigos povos do antigo império meda, dentre cujos sacerdotes estariam os três reis magos da Bíblia, do Evangelho de São Mateus.
A tradução direta e literal aplicada ao termo kurên magî seria “filhos dos magos”. Os estudiosos veem a palavra manji como uma simples forma distorcida do termo original “magi”. Esses estudiosos também citam a tribo magi como seguidores dos sacerdotes, tribo essa da qual devem ter sido os primeiros falantes de uma língua “proto-curda”.
É certo que há documentos pré-modernos que apresentam escrita a forma kurmanj em vez de kurmaj. Mastoureh Ardalan, poetisa curda, escreveu: ... o terceiro grupo dos kurmaj são os “baban” . Também, os curdos tenderiam a adicionar um n antes do j (ex. do persa taj, emprestado ao curdo como tanj).

## Distribuição geográfica
No Curdistão Iraquiano, é falado no norte do país, principalmente nas cidades de Duhok, Zaco, Acre, Amádia, Xeicã e Xangal. Nas áreas norte do Curdistão do Irã, é falado nas cidades de Úrmia, Macu, Coi e ainda entre os curdos exilados na província iraniana do Coração. Na Anatólia medial (Turquia), é ouvido nas cidades de Ancara, Cônia, Querxequir e em algumas outras. Pode-se encontrar falantes de curmânji no oeste da Armênia, Azerbaijão e Geórgia. É falado também em torno de Cabul, capital do Afeganistão, e ainda no Paquistão.
O curmânji é tido como língua oficial do Curdistão Iraquiano, sendo ensinado nas escolas e utilizado nos empregos e na administração. Os falantes de curdo, em sua maioria, são multilíngues, frequentemente tendo a língua dos países vizinhos como segunda língua, a exemplo do turco, do árabe e do persa.
O curmânji é o dialeto curdo que abrange a maior área de falantes, espalhando-se por toda a região do Curdistão. O sorâni é falado principalmente nas regiões do norte do Iraque e oeste do Irã, o gorâni é falado no sul do Curdistão Iraquiano. Já o dimili é falado na porção centro-leste da Turquia.
O curmânji falado no Iraque chama-se "badînî", em função dos curdos curmânji que vivem na região Bahdinan.
Chama-se "shikaki" no Irã, por virtude de a maior tribo curmânji nesse território ser a shikak, a tribo do lendário líder curdo Ismail Agha Shikak.

## História e sociopolítica
O curmânji é derivado da mesma língua iraniana que deu origem ao persa médio, o proto-iraniano. Há hipóteses de que ele tenha sido influenciado pela língua meda, ou língua dos medos, antigo povo que entre 800 a.C. e 300 a.C conquistou toda a área do atual Curdistão. A língua meda compartilha da mesma família linguística do curmânji, a indo-iraniana, do ramo ocidental do noroeste. O curmânji, juntamente com os demais dialetos, evoluíram paralelamente pela região do Curdistão, formando atualmente uma espécie de macrolíngua curda.

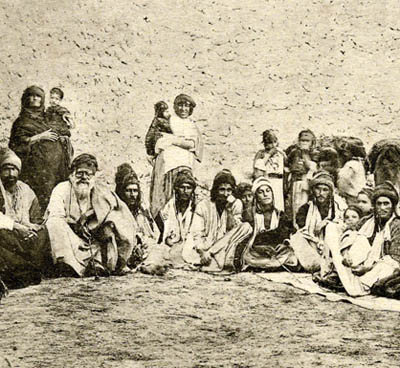
Grupo de yazidis em Jabal of Sinjar.

Entretanto, não há registros escritos do curmânji antes da islamização da região, no século VII. O Meshaf Resh, texto sagrado do yazidismo, uma ancestral religião curda que tem o curmânji como língua oficial, escrito em uma forma ancestral de curdo setentrional, representa o texto mais antigo em curdo encontrado.
O curmânji passou a ser falado por assírios de Tur Abdin após o fim do Império Otomano. Também há registros de que haviam cerca de 110 aldeias armênias que falavam curmânji em Beşiri e Silvan, sendo que algumas foram dizimadas no genocídio armênio.

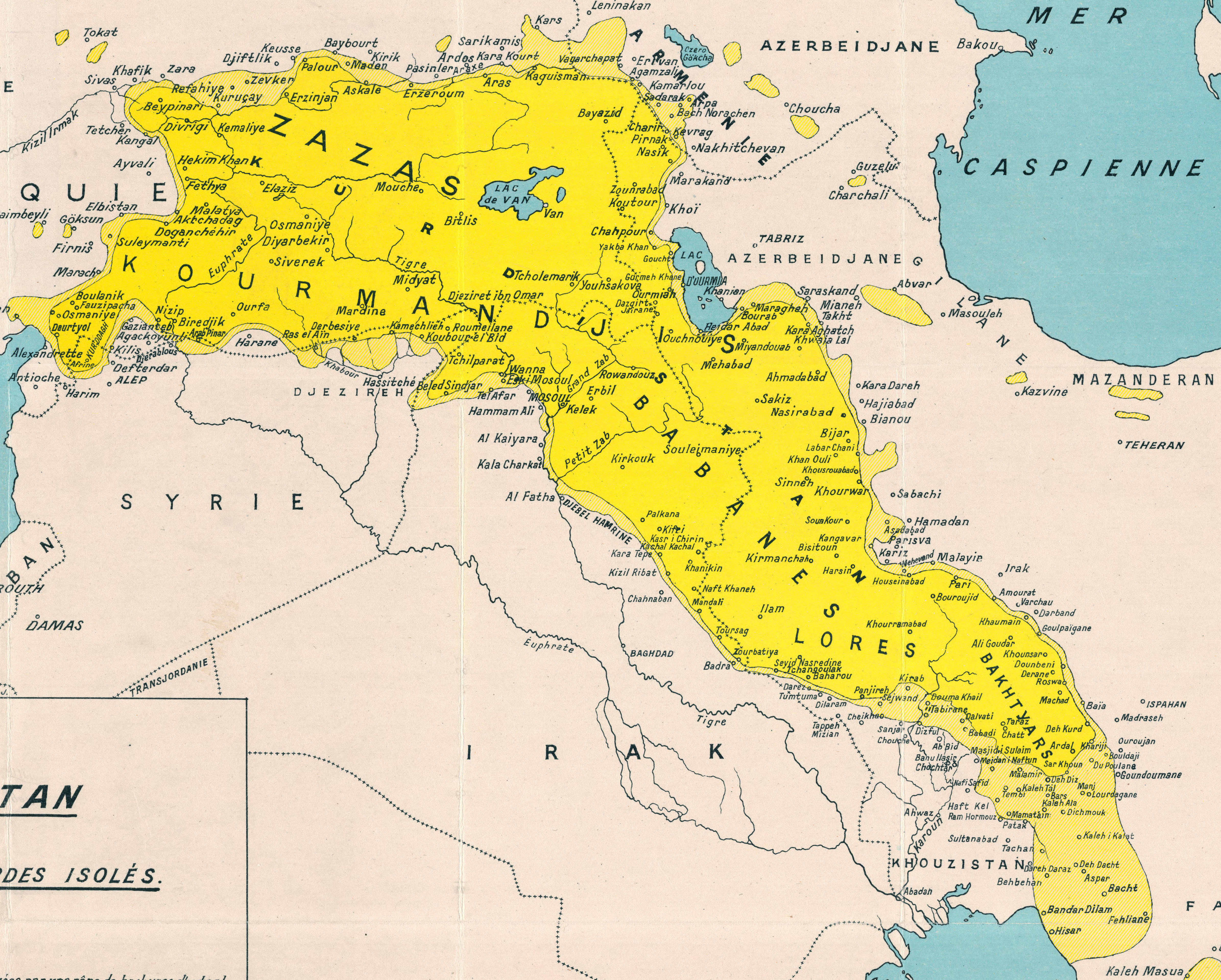
1946 Kurdistan et groupements Kurdes isolés (detail of Kurdistan)

A situação da língua é um reflexo direto da situação sociopolítica dos curdos. Os curdos representam a maior etnia sem Estado do mundo, vivendo em países cujos povos são culturalmente distintos, e o que mantém a identidade sociopolítica dessa nação são elementos como a língua. A região onde os povos curdos habitam é chamada de Curdistão e é uma região separatista autônoma que extrapola a fronteira de alguns países, o que gera conflitos com seus governos, como a Turquia. No Iraque, o curdo é tido como língua oficial na região do Curdistão Iraquiano, sendo utilizado no dia-a-dia, nas escolas, nos locais de trabalho e na administração, por isso a língua se encontra em uma situação estável. No Irã e na Síria, o curdo não possui entidade política ou institucional, sendo tolerado o uso da fala e escrita. Na Turquia, entretanto, o curdo tem sofrido com repressões políticas por parte das autoridades em relação ao seu uso.
O nacionalismo curdo é um fenômeno de relevância mundial que vem ganhando atenção recentemente, com a invasão do Iraque por parte dos Estados Unidos (2003) e do fortalecimento do Estado Islâmico. Nesse contexto, os curdos conquistaram algumas de suas reivindicações com a conformação de regiões autônomas no Iraque e na Síria. A literatura curda permite caracterizar e exemplificar as relações de poder entre os curdos e os países que têm soberania sobre seu território, mediante a análise de obras como os romances Memed, meu falcão (1997), de Yasar Kemal, romancista turco; As penas (1992), do poeta e romancista sírio Salim Barakat; Na região limítrofe (2001), de Sherko Fatah, escritor alemão de origem curdo-iraquiana; e o livro de contos O louco da praça da liberdade (2016), de Hassan Blasim, cineasta e escritor iraquiano. A relação de poder entre os curdos e os Estados onde moram é formulada e desenvolvida em três categorias analíticas: cultura curda (na qual envolve a língua curmânji), relação entre os curdos e os Estados que cruzam o Curdistão e a subversão como tentativa de independência.
Após as manifestações da Primavera Árabe e o estopim da Guerra Civil na Síria, os curdos viram uma oportunidade para reivindicar seu patrimônio (entre eles a língua) e se tornarem independentes. O Partido da União Democrática (PYD) assumiu o controle da região norte da Síria e iniciou um processo revolucionário, socialista, ecológico e feminista. A situação militar passou para os braços armados YPG e YPJ, o segundo sendo exclusivamente formado por mulheres. Entretanto, a revolução curda foi um dos principais alvos do Estado Islâmico. Em tentativa de ataque, cercaram a cidade de Kobane. Milícias árabes e de outras etnias se juntaram aos curdos, dando origem às Forças Democráticas da Síria (FDS), sendo apoiadas pelos Estados Unidos. Atualmente, diante do fortalecimento da revolução curda e a reivindicação de parte do Curdistão próximas à fronteira entre Turquia e Síria, o governo turco começou a aumentar a repressão à população curda dentro do próprio país, e também a preparar o exército para atacar a região revolucionária na Síria, o que influenciou o corte dos investimentos dos Estados Unidos na revolução curda. O governo sírio pretende usar a ameaça militar turca para forçar o povo curdo a abandonar a revolução e voltar a se submeter ao antigo regime e, por hora, o Curdistão Sírio não vê outra opção diante do risco de genocídio. Tudo indica que pode estar sendo construído um grande acordo internacional entre países como a Turquia e a Síria, que desejam o fim da autonomia curda, e os outros governos do mundo (principalmente os EUA, a Rússia e a União Europeia) e todos estão dispostos a abençoar esse acordo.

## Fonologia
O sistema fonológico do curmânji é formado por nove vogais e vinte e quatro consoantes, como representado nas tabelas a seguir:

### Consoantes
|             | Bilabial | Labiovelar | Labiodental | Alveolar | Pós-Alveolar | Palatal | Velar | Uvular | Glotal |
| ----------- | -------- | ---------- | ----------- | -------- | ------------ | ------- | ----- | ------ | ------ |
| Plosiva     | p b      |            |             | t d      |              |         | k ɡ   | q      |        |
| Africada    |          |            |             |          | t͡ʃ d͡ʒ        |         |       |        |        |
| Vibrante    |          |            |             | r        |              |         |       |        |        |
| Tap ou Flap |          |            |             | ɾ        |              |         |       |        |        |
| Nasal       | m        |            |             | n        |              |         |       |        |        |
| Fricativa   |          |            | f v         | s z      | ʃ ʒ          |         | x     |        | h      |
| Aproximante |          | w          |             |          |              | j       |       |        |        |
| Lateral     |          |            |             | l        |              |         |       |        |        |

As características fonológicas em curmânji incluem a distinção entre plosivas desvozeadas aspiradas e não aspiradas. Por exemplo, o curmânji distingue entre paradas surdas aspiradas e não aspiradas, que podem ser aspiradas em todas as posições. Assim, /p/ se opõe com /pʰ/, /t/ com /tʰ/, /k/ com /kʰ/, e o africado /t͡ʃ/ com /t͡ʃʰ/.
- /n, t, d/ são laminais denti-alveolares [n̪, t̪, d̪], enquanto /s, z/ são laminais alveolares dentais [s̪, z̪],[27] pronunciadas com a lâmina da língua (parte anterior) bem próxima à parte de trás dos dentes anteriores superiores, com a ponta apoiada atrás dos dentes anteriores inferiores.
- O /d/ pós-vocálico é lenizado para um aproximante [ð̞]. Esta é uma característica regional que ocorre também em outras línguas iranianas e é chamada por Windfuhr de "Zagros d".[28]

### Vogais
O curmânji possui 9 fonemas vocálicos, sendo todos orais.
|             | Anterior | Central | Posterior |
| ----------- | -------- | ------- | --------- |
| Fechada     | i        | ɨ       | u ɯ       |
| Semifechada | e        |         | o ʊ       |
| Média       |          |         |           |
| Semiaberta  | æ        |         |           |
| Aberta      | a        |         |           |

- As vogais representadas na escrita por /i/ e /u/ são bastante próximas, podendo representar o fonema [ɨ] e podem ser difíceis de distinguir em algumas variedades de curmânji.[29]

#### Ditongos
Os aproximantes [w] e [j] aparecem em inícios de sílabas imediatamente seguidos por uma vogal completa.
| IPA  | Ortografia | Exemplo          | Tradução   |
| ---- | ---------- | ---------------- | ---------- |
| [aw] | aw         | şaw [ˈʃaw]       | 'noite'    |
| [ɑj] | ây         | çay [ˈt͡ʃɑj]      | 'chá'      |
| [æw] | ew         | kew [ˈkæw]       | 'perdiz'   |
| [æj] | ey         | peynja [pæjˈnʒa] | 'escada'   |
| [oj] | oy         | birôyn [bɨɾojn]  | 'vamos lá' |
| [uj] | ûy         | çûy [ˈt͡ʃuj]      | 'foi'      |

## Ortografia
A língua curmânji faz uso dos alfabetos árabe, cirílico e latino. O alfabeto latino para o Curmânji possui 31 letras, O alfabeto árabe é composto por 34 letras e o alfabeto cirílico é composto por 40 letras. A seguir estão representados os 3 alfabetos do curmânji, seguidos de suas representações fonéticas e explicações de pronúncia.
| Ortografia do curmânji | Ortografia do curmânji | Ortografia do curmânji | Ortografia do curmânji | Ortografia do curmânji                                         |
| Latino                 | Árabe                  | Cirílico               | Fonema AFI             | Aproximação com o português                                    |
| ---------------------- | ---------------------- | ---------------------- | ---------------------- | -------------------------------------------------------------- |
| A a                    | ا                      | A a                    | /ɑ/                    | alface                                                         |
| B b                    | ب                      | Б б                    | /b/                    | barco                                                          |
| C c                    | ج                      | Щ щ                    | /ʤ/                    | dia                                                            |
| Ç ç                    | چ                      | Чʼ чʼ                  | /ʧ/                    | tia                                                            |
| D d                    | د                      | Д д                    | /d/                    | dedo                                                           |
| E e                    | ە                      | Ә ә                    | /æ/                    | semelhante a pé                                                |
| Ê ê                    | ێ                      | Е е e Э э              | /e/                    | medo                                                           |
| F f                    | ف                      | Ф ф                    | /f/                    | fazenda                                                        |
| G g                    | گ                      | Г г                    | /g/                    | gato                                                           |
| H h                    | ھ                      | Һ һ                    | /h/                    | carro                                                          |
| I i                    |                        | Ь ь                    | /ɨ/ e /ɯ/              | semelhante a menina e céu, respectivamente                     |
| Î î                    | ی                      | И и                    | /i/                    | vida                                                           |
| J j                    | ژ                      | Ж ж                    | /ʒ/                    | hoje                                                           |
| K k                    | ک                      | К к                    | /k/                    | casa                                                           |
| L l                    | ل                      | Л л                    | /l/                    | limão                                                          |
| M m                    | م                      | М м                    | /m/                    | moça                                                           |
| N n                    | ن                      | Н н                    | /n/                    | noz                                                            |
| O o                    | ۆ                      | О о                    | /o/                    | correr                                                         |
| P p                    | پ                      | П п                    | /p/                    | pato                                                           |
| Q q                    | ق                      | Q q                    | /q/                    | semelhante a casa, mas pronunciado com a língua mais para trás |
| R r                    | ڕ e ر                  | P p e Рʼ рʼ            | /ɾ/ e /r/              | pero (mas) e perro (cachorro), em espanhol, respectivamente    |
| S s                    | س                      | C c                    | /s/                    | sala                                                           |
| Ş ş                    | ش                      | Ш ш                    | /ʃ/                    | chave                                                          |
| T t                    | ت                      | Т т                    | /t/                    | topo                                                           |
| U u                    |                        | Ӧ ӧ                    | /ʊ/                    | menino                                                         |
| Û û                    | وو                     | У у                    | /u/                    | uva                                                            |
| V v                    | ف                      | В в                    | /v/                    | valente                                                        |
| W w                    | و                      | Ԝ ԝ                    | /w/                    | tênue                                                          |
| X x                    | خ                      | X x                    | /x/                    | rato (português carioca)                                       |
| Y y                    | ی                      | Й й                    | /j/                    | oito                                                           |
| Z z                    | ز                      | З з                    | /z/                    | zebra                                                          |

| Letras árabes sem correspondentes latinos | Letras árabes sem correspondentes latinos |
| Árabe                                     | Fonema                                    |
| ----------------------------------------- | ----------------------------------------- |
| ئـ                                        | /ʔ/                                       |
| ع                                         | /ʕ/                                       |
| غ                                         | /ɣ/                                       |

| Letras cirílicas sem correspondentes latinos | Letras cirílicas sem correspondentes latinos |
| Cirílico                                     | Fonema                                       |
| -------------------------------------------- | -------------------------------------------- |
| Әʼ әʼ                                        | /ʕ/                                          |
| Гʼ гʼ                                        | /ɣ/                                          |
| Пʼ пʼ                                        | /pʰ/                                         |
| Кʼ кʼ                                        | /kʰ/                                         |
| Тʼ тʼ                                        | /tʰ/                                         |
| Һʼ һʼ                                        | /ħ/                                          |
| Ч ч                                          | /tʃʰ/                                        |

### História dos alfabetos

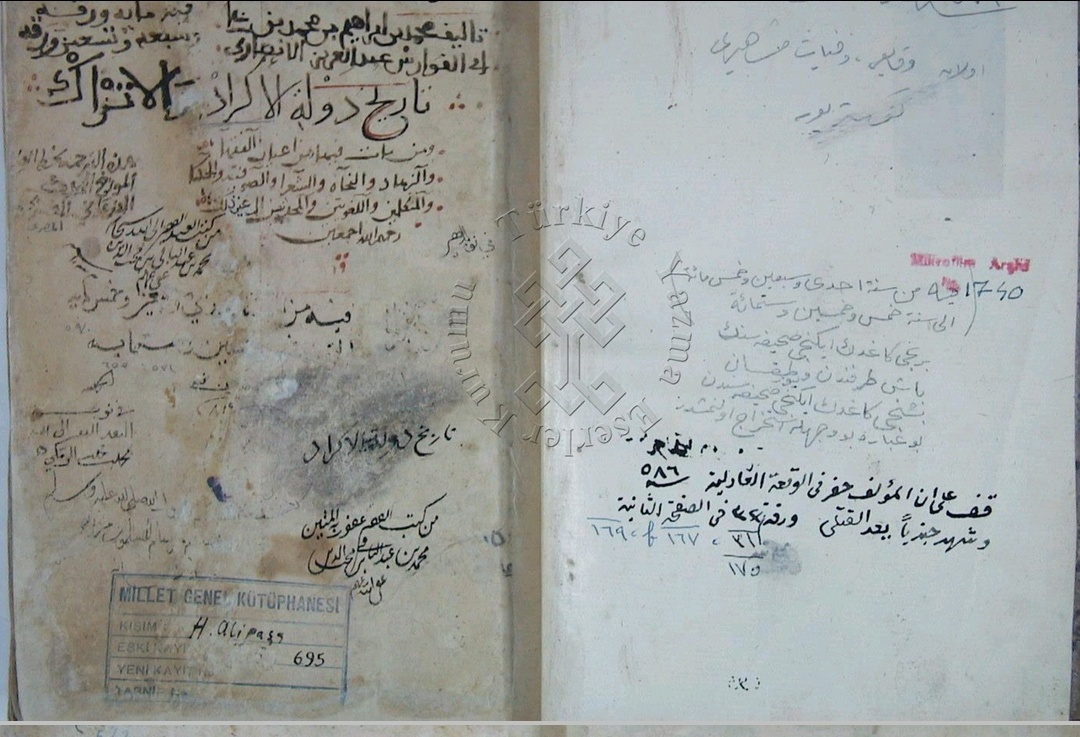
On the first page of the manuscript, it was written twice in the history of the Kurdish state

Inicialmente, o alfabeto utilizado para o curmânji era o alfabeto árabe com leves modificações. Com o tempo, o curmânji passou a utilizar o alfabeto dos países em que era reconhecido. O alfabeto latino foi inserido no curmânji devido aos falantes presentes na Turquia e na Síria. Já o alfabeto cirílico foi adicionado com a presença de falantes de curmânji nos países que faziam parte da União Soviética.

## Gramática

### Pronomes
Em curmânji, existem pronomes que podem tanto substituir quanto acompanhar e caracterizar substantivos. Eles podem, ainda, ser subdivididos em algumas categorias, como mostrado a seguir.

#### Pronomes pessoais
Os pronomes pessoais em curmânji são divididos em dois subgrupos: do caso reto e do caso oblíquo. Em geral, variam de acordo com a pessoa gramatical, a qual dá o foco do enunciado.
| Pessoa                      | Pronome | Significado |
| --------------------------- | ------- | ----------- |
| primeira pessoa do singular | ez      | eu          |
| segunda pessoa do singular  | tu      | você/tu     |
| terceira pessoa do singular | ew      | ele/ela     |
| primeira pessoa do plural   | em      | nós         |
| segunda pessoa do plural    | hun     | vocês/vós   |
| terceira pessoa do plural   | ew      | eles/elas   |

- A terceira pessoa, tanto no singular quanto no plural, é escrita da mesma forma: "ew". Nesse caso, verbo determina o número do pronome. Exemplo: "ew e" pode ser traduzido como "Ele/Ela é" e "ew in" pode ser traduzido como "eles/elas são".[35]
- A segunda pessoa do plural, "hun", também pode ser vista nas formas "hon", "hûn" e "win", dependendo da região.[35]

| Pessoa                                  | Pronome | Significado      | Significado    |
|                                         |         | Átono            | Tônico         |
| --------------------------------------- | ------- | ---------------- | -------------- |
| primeira pessoa do singular             | min     | me               | mim/comigo     |
| segunda pessoa do singular              | te      | te               | ti/contigo     |
| terceira pessoa do singular (feminino)  | wê      | a, se, lhe       | ela, si        |
| terceira pessoa do singular (masculino) | wî      | o, se, lhe       | ele, si        |
| primeira pessoa do plural               | me      | nos              | nós/conosco    |
| segunda pessoa do plural                | we      | vos              | vós/convosco   |
| terceira pessoa do plural               | wan     | os, as, se, lhes | eles, elas, si |

#### Pronomes possessivos
No curmânji, os pronomes oblíquos também funcionam como determinadores possessivos, sendo utilizados com substantivos que possuem sufixos (indefinidos: e, î, e; definidos: a, ê, ên).
| Exemplo       | Significado               |
| ------------- | ------------------------- |
| penûsêke min  | uma caneta minha          |
| kevçîyekî te  | uma colher sua            |
| kêreke wî     | uma faca dele             |
| piyanine wê   | (alguns) óculos dela      |
| kovarine me   | (algumas) revistas nossas |
| wêneguhêza we | sua televisão             |
| nanê wan      | o pão deles/delas         |
| lênûskên min  | meus cadernos             |
| keça te       | sua filha                 |
| kurê wî       | o filho dele              |
| temsîka wê    | a placa dela              |
| bavê me       | nosso pai                 |
| pitikên we    | seus bebês                |
| xanîyê wan    | a casa deles/delas        |

- Os sufixos indefinidos são utilizados de acordo com a pessoa gramatical: "e" é usado para primeira pessoa e terceira pessoa, tanto do singular quanto do plural, o que os diferencia é o pronome oblíquo. E "î" é usado para a segunda pessoa, tanto do singular quanto do plural, diferenciando-se também pelo pronome oblíquo.[37]
- Os sufixos definidos são utilizados de acordo com o gênero e o número do substantivo: utiliza-se "a" para substantivos femininos no singular, "e" para substantivos masculinos no singular e "ên" para substantivos no plural. A pessoa gramatical é definida pelo pronome oblíquo.[37]

#### Pronomes demonstrativos
Os pronomes demonstrativos também se subdividem em dois subgrupos: retos e oblíquos. Os retos não distinguem gênero, e o número é determinado pelo verbo. Os oblíquos variam quanto a gênero e número.
Os pronomes demonstrativos retos são utilizados quando assumem função de adjunto adnominal para o sujeito da oração. Os oblíquos são utilizados quando assumem função de complemento na oração.
| Pronome | Significado                                                    |
| ------- | -------------------------------------------------------------- |
| ev      | este, esse, esta, essa, estes, esses, estas, essas, isto, isso |
| ew      | aquele, aquela, aqueles, aquelas, aquilo                       |

| Pronome | Significado                |
| ------- | -------------------------- |
| vî      | este, esse                 |
| vê      | esta, essa                 |
| van     | estes, esses, estas, essas |
| wî      | aquele                     |
| wê      | aquela                     |
| wan     | aqueles, aquelas           |

### Substantivos
Os substantivos em curmânji são simples em seu uso. Existem poucas palavras nativas do curmânji, as quais não possuem multiplicidade de formas. As palavras emprestadas do turco e do persa, seus vizinhos, trouxeram com eles, por exemplo, as formas plurais.

#### Gênero
Em geral, o curmânji não reconhece nenhuma distinção de gênero. Entretanto, existem alguns casos específicos, representados a seguir.
- Quando é preciso utilizar os nomes "macho" e "fêmea", se utiliza "nair" para macho e "mê" para fêmea. Exemplo: pisîk nair (gato) e pisîk mê (gata).
- Quando a palavra naturalmente já é masculina e precisa se referir ao feminino. Exemplo: gâmîsh (búfalo) e mêgâmîsh (búfala).

#### Número
O substantivo, em sua forma simples, encontra-se no singular. Entretanto, não tem indicação de número, podendo ser usado no plural ou significar um conjunto de objetos nem necessariamente ser flexionado. Tal confusão pode ser evitada com o uso de "-ek" ou "î" no final do substantivo, determinando o singular. Exemplo: kich (menina), kichek (uma menina).
O plural é determinado por diferentes formas.
- A forma "-ân" é usada no final de formas singulares que terminam com "aka". Exemplo: malaka (casa) e malakân (casas).
- A forma "-îd" é usada principalmente na região norte do Curdistão. Exemplo: ser (cabeça) e serîd (cabeças).
- A forma "-â" é ocasionalmente encontrada em partes da região norte do Curdistão, mas é pouco usada. Exemplo: kurr (menino) e kurrâ (meninos).
- As formas "-gal" e "-al" é raramente usado em partes da região sul do Curdistão. Exemplo: dushwin (inimigo) e dushwingal (inimigos), araw (árabe) e arawal (árabes).

#### Casos gramaticais
Em curmânji, os substantivos possuem seis casos, descritos a seguir:
|                 | Indicador      | Exemplo                                     |
| --------------- | -------------- | ------------------------------------------- |
| Caso nominativo | Ø              | ”Zhenka nân dakat” (a mulher faz pão)       |
| Caso acusativo  | ”-î” ou “-â”   | ”mêrik mêrikî kuşt” (o homem matou o homem) |
| Caso dativo     | ”-râ”          | "bi kizhikairâ gû" (ele disse para o corvo) |
| Caso genitivo   | ”î”            | "mâl î min” (minha casa)                    |
| Caso locativo   | ”di-” e ”-dâ”  | "dinavdâ paighambarâ" (em nome do profeta)  |
| Caso ablativo   | ”zhe-” e ”-dâ” | "zhebâghairdâ hâtim (eu venho da cidade)    |

#### Posse
Em curmânji, relações de posse podem ser representadas utilizando a ezafe (palavra árabe que significa adição), que é quando adiciona-se o sufixo "-ê" em substantivos para indicar posse. Exemplo: "birayê min 12 salî ye. Lê yê te?", que posse ser traduzido como "Meu irmão tem 12 anos de idade. E o seu?".

### Verbos
Os verbos em curmânji apresentam algumas particularidades quanto a tempo, modo e aspecto.

#### Tempo
Os verbos no presente são baseados na sua forma infinitiva. Na maioria dos verbos, a indicação de que o verbo está no presente é a adição do prefixo "di-". Entretanto, alguns verbos possuem algumas regras específicas para indicar presente.
- Para verbos com infinitivo terminado em "în", o presente é formado retirando o "în". Exemplo: Para o infinitivo "kirîn" (comprar), sua forma presente é "kir".
- Para verbos com infinitivo terminado em "andin" ou "endin", deve-se substituí-los por "în". Exemplo: Para os infinitivos "xwendin" (ler/estudar) e "standin" (receber), suas formas no presente são "xwîn" e "stîn", respectivamente.

Os verbos no passado possuem regras baseadas na sua transitividade.
- Para verbos intransitivos, a forma no passado é formada retirando "-n" ou "-in" do final de suas formas infinitivas. Exemplo: Para os infinitivos "çûn" (ir) e "axaftin" (falar), suas formas no passado são "çû" e "axaft", respectivamente. Além disso, existem terminações específicas baseadas na pessoa do sujeito., representadas a seguir.

| Pessoa                | Terminação após vogal | Terminação após consoante |
| --------------------- | --------------------- | ------------------------- |
| ez                    | "-m"                  | "-im"                     |
| tu                    | "-yî"                 | "-î"                      |
| ew (singular)         | não há terminação     | não há terminação         |
| em, hûn e ew (plural) | "-n"                  | "-in"                     |

- Para verbos transitivos, utiliza-se as mesmas regras dos verbos intransitivos, porém com algumas diferenças: as terminações específicas se referem ao objeto; o sujeito deve estar no caso oblíquo; o objeto deve estar no caso absoluto. Exemplo: para a forma presente "ez wî dibînim" (eu vejo ele), sua forma no passado é "min ew dît".

Os verbos no pretérito mais que perfeito são formados no particípio com o prefixo "di-" e o verbo auxiliar "bûn" no passado.
Exemplo: "ez divexwari bûm" (eu bebera).
Os verbos no futuro dependem se a afirmação é positiva ou negativa.
- Para situações afirmativas, o sujeito deve ser seguido de "dê" e o verbo deve ter o prefixo "bi-". Exemplo: Ez dê bixwînim (eu vou ler).
- Para situações negativas, há 2 formas: O verbo deve ter o prefixo "na-" ou o sujeito deve ser seguido por "dê" e o verbo deve ter o prefixo "ne-". Exemplo: "Ez naxwînim" e "Ez dê nexwînim" podem ser traduzidos como "eu não vou ler".

#### Aspecto
Os aspectos verbais em curmânji variam de acordo com o tempo verbal. De modo geral, os aspectos no curmânji servem para indicar o estado, o processo ou a duração de uma ação. As tabelas a seguir mostram os aspectos verbais nos tempo presente, passado e pretérito mais que perfeito.
| Curmânji           | Aspecto  | Português                  |
| ------------------ | -------- | -------------------------- |
| ez dikevime"       | contínuo | "eu estou caindo."         |
| ez ji darê ketime. | perfeito | "eu tenho caído da árvore" |

| Curmânji  | Aspecto    | Português                |
| --------- | ---------- | ------------------------ |
| ez çûme"  | perfeito   | "eu fui"                 |
| ez diçûm  | imperfeito | "eu ia"                  |
| ez diçûme | contínuo   | "eu ia"/"eu estava indo" |

| Curmânji        | Aspecto      | Português  |
| --------------- | ------------ | ---------- |
| "ez diketi bûm" | aproximativo | "eu caíra" |

#### Modo
Os verbos em curmânji possuem quatro modos: indicativo, subjuntivo, condicional e imperativo.
|                  | Função                                   | Construção | Exemplo                                                           |
| ---------------- | ---------------------------------------- | --- | ----------------------------------------------------------------- |
| Modo indicativo  | Indica ações tidas como reais.           | Sua formação é baseada nos seus diferentes tempos verbais.                                                                     | "ez bezîm" (eu corri)                                             |
| Modo subjuntivo  | Indica desejos e ordens.                 | Sua formação ocorre com verbo tendo o prefixo "bi-". Em frases negativas, deve-se usar o prefixo "ne-", que substitui o "bi-". | "heke ez biçim" (se eu fosse) e "heke ez neçim" (se eu não fosse) |
| Modo condicional | Indica dependência de uma situação.      | Sua formação ocorre utilizando o sufixo "-ê" ou seguido do marcador "dê".                                                      | ezê (ez dê) biketama (eu teria caído)                             |
| Modo imperativo  | Indica comandos, conselhos e proibições. | Sua formação ocorre utilizando "bi-" como prefixo e "-e" como sufixo.                                                          | "bibire" (corte)                                                  |

Nos modos subjuntivo e imperativo de verbos compostos (partícula + verbo), como "vexwarin" (beber), formado pela partícula "ve" e o verbo "xwarin" (comer), o prefixo "bi-" pode ser omitido.

### Sentenças

#### Ordem da frase e alinhamento
A ordem básica da língua é SOV (sujeito-objeto-verbo), ou seja, um sujeito é seguido de um objeto, que é seguido do verbo, nessa ordem. Isso pode ser visto na frase "ez pîr im", que pode ser traduzida como "eu estou velho". Também existem frases na ordem OSV (objeto-sujeito-verbo), porém são menos comuns.
Além disso, o curmânji é uma língua de alinhamento ergativo-absolutivo, em que o sujeito de sentença intransitiva tem o mesmo tratamento de um objeto direto de sentença transitiva.
Exemplo: mêrik mir (o homem morreu) e mêr ji kartol hez dike (o homem gosta de batata).

#### Frases condicionais
A condicional é formada usando uma das palavras heke, ku, ger, eger, heger (todos significando "se") no início da frase e conjugando o verbo no modo subjuntivo. A palavra "heke" é a mais utilizada. Quanto à forma negativa das frases condicionais, deve-se substituir o prefixo "bi-" pelo marcador de negação "ne-".
Exemplo de frase condicional em curmânji: "heke hûn biçin bazarê, hûn dikarin tiştên gelek erzan peyda bikin", que pode ser traduzida como "se vocês forem ao bazar, vocês podem encontrar muitas coisas baratas".

#### Negação
Para a formação de frases negativas com o verbo "ser", deve-se adicionar a partícula "ne" após o sujeito.
Exemplo: "ev ne pênûs e", traduzido como "isso não é uma caneta".
Com outros verbos, as frases negativas se formam a partir de prefixos nos verbos, dependendo principalmente do tempo verbal, como o presente.
Exemplo: "ez naxwim", que pode ser traduzido como "eu não como". Nessa frase, o verbo "xwarin" (comer) recebe o prefixo "na-" para indicar negação.

## Vocabulário

### Numeração
O sistema de numeração em curmânji é decimal. Os números de 0 a 9, assim como 10 e seus múltiplos, possuem nomes próprios, representados a seguir.
| Número | Curmânji |
| ------ | -------- |
| 0      | net      |
| 1      | yek      |
| 2      | du       |
| 3      | sê       |
| 4      | çar      |
| 5      | pênc     |
| 6      | şeş      |
| 7      | heft     |
| 8      | heşt     |
| 9      | neh      |
| 10     | deh      |
| 11     | yanzdeh  |
| 12     | dozdeh   |
| 13     | sêzdeh   |
| 14     | çardeh   |
| 15     | panzdeh  |
| 16     | şanzdeh  |
| 17     | hevdeh   |
| 18     | hejdeh   |
| 19     | nozdeh   |
| 20     | bîst     |
| 30     | sî       |
| 40     | çil      |
| 50     | pêncî    |
| 60     | şêst     |
| 70     | heftê    |
| 80     | heştê    |
| 90     | nod      |
| 100    | sed      |
| 1000   | hezar    |

Para se formarem os números de 21 a 29, 31 a 39, etc., deve-se adicionar o número das dezenas na frente do das unidades e colocar a partícula "û" entre as casas.
- 29 (20 + 9): bîst û neh
- 64 (60 + 4): şêst û çar
- 87 (80 + 7): heştê û heft

A partir das centenas e das demais casas são representadas da seguinte maneira: o algarismo como múltiplo da casa (ex: 300 → sê sed). A partícula û continua sendo usada entre as casas.
- 542 [5(100) + 40 + 2]: pênc sed û çil û du
- 2008 [2(1000) + 8]: du hezar û heşt
- 52768 [(50+2)(1000) + 7(100) + 60 + 8]: pêncî û du hezar û heft sed û şest û heşt

### PoemaGer hûn bixwazin
A seguir está representado o poema Ger hûn bixwazin (Se você quer) em curmânji, escrito por Berken Bereh em 1979, com sua respectiva tradução para o português.
| Curmânji | Português |
| --- | --- |
| Ger hûn bixwazin Binasin êş û jan û kovaniyê Şevekê li welatê min bibin mêvan Ger hûn bixwazin Binasin mirinê Li baskên qulingên koçber binihêrin Bêhna şewatê tê ji wan Ger hûn bixwazin Evînê binasin Taldeya rojhilata dilê xwe bipelînin Bê çawa diteyisin bi ken stêrk Ger hûn bixwazin Welatê min binasin Vekin deriyê agir û rojê Kevoka mirovhez a heftreng Dê bifire bi we. | Se você quer Conhecer dor, tristeza e pesar seja uma visita por uma noite em meu país Se você quer conhecer a morte Olhe para as asas dos falcões migratórios Elas tem cheiro de queimado Se você quer Conhecer o amor Olhe para o canto oriente do seu coração Como as estrelas brilham alegremente Se você quer Conhecer meu país Abra a porta do fogo e do sol O pombo amador humano de sete cores Voará até você |